# Jambar
Jambar is een bestuurslaag in het regentschap Kuningan van de provincie West-Java, Indonesië. Jambar telt 3456 inwoners (volkstelling 2010).